# Li Xin
Li Xin (kinesiska: 李昕), född den 5 november 1969 i Benxi, Kina, är en kinesisk basketspelare som var med och tog tog OS-silver 1992 i Barcelona.